# Croton glutinosus
Espèce
Croton glutinosus est une espèce de plantes à fleurs du genre Croton et de la famille des Euphorbiaceae, présente au Brésil (minas Gerais, Bahia).
Il a pour synonyme :
- Oxydectes glutinosa, (Müll.Arg.) Kuntze